# Marmorierte Wickeneule
Die Marmorierte Wickeneule (Lygephila viciae) ist ein Schmetterling (Nachtfalter) aus der Familie der Eulenfalter (Noctuidae). Das Artepitheton leitet sich von den Nahrungspflanzen der Raupe, den Wicken (Vicia) ab.

## Merkmale

### Falter
Die Flügelspannweite der Falter beträgt 40 bis 44 Millimeter. Die Farbe der Flügeloberseiten variiert von Grauviolett oder Graubraun bis hin zu Dunkelgrau. Zuweilen ist eine dunkelbraune Marmorierung vorhanden. Die Querlinien verlaufen undeutlich, der Submarginalbereich ist verdunkelt. Am Vorderrand der Vorderflügel sind zuweilen kleine dunkle Flecke erkennbar, die jedoch oftmals gänzlich fehlen. Die große, dunkle, jedoch meist etwas undeutliche oder in Flecke aufgelöste Nierenmakel wird von den hell bestäubten Adern durchschnitten. Eine Ringmakel fehlt in der Regel. Hinterkopf und Nacken sind auffällig schwarzbraun samtig behaart.

### Raupe, Puppe
Ausgewachsene Raupen sind graubraun bis rötlich braun gefärbt. Die feine dunkelbraune Rückenlinie ist unterbrochen. Die breiten Nebenrückenlinien sind ebenfalls dunkelbraun. Auf der gesamten Körperoberfläche befinden sich weiße, schwarz gekernte Punktwarzen. Der graubraune Kopf zeigt dunkle Längsstreifen.
Die rotbraune Puppe ist am gerunzelten Kremaster mit einigen Dornen versehen.

### Ähnliche Arten
Bei der sehr ähnlichen Randfleck-Wickeneule (Lygephila craccae) sind die Flecke am Vorderrand deutlich erkennbar. Die Nierenmakel ist schmal und ungeteilt.

## Verbreitung und Lebensraum
Das Verbreitungsgebiet der Marmorierten Wickeneule erstreckt sich von Westeuropa durch Zentralasien bis nach China und Japan. Auf den Britischen Inseln fehlt sie. In den Südalpen reicht das Vorkommen bis in Höhenlagen von 1200 Metern. Die Art besiedelt in erster Linie warme Hänge, buschige Waldränder, Lichtungen, Heiden und Ödländereien.

## Lebensweise
Die nachtaktiven Falter fliegen im Norden in einer sowie im Süden in zwei Generationen von Mai bis Juni bzw. generationsüberlappend von Mai bis Oktober. Sie besuchen künstliche Lichtquellen und Köder. Die Raupen ernähren sich von den Blättern verschiedener Wickenarten (Vicia). Die Art überwintert als Puppe.